# Jürgen Wolter (Pfarrer)
Jürgen Rudolph Paul Wolter (* 14. März 1938 in Erfurt; † 26. November 2013 in Eisenach) war ein deutscher evangelischer Theologe, Rektor des evangelisch-lutherischen Diakonissenhauses Eisenach und Vorsitzender der Ostkonferenz deutscher Diakonissenhäuser Kaiserwerther Prägung. Sein Buch „Kennst du die herrliche Rhön noch nicht?“ und der „Jugendchor Kaltensundheim“ sorgten in den 1970er Jahren für größere öffentliche Wahrnehmung der Grenzregion im Südwesten der DDR.

## Familiäre Herkunft
Jürgen Wolter war der Sohn des Goldschmieds und Graveurs Bruno Wolter (1902–1978) und dessen Ehefrau Magdalena, geb. Fandrey (1910–1989), Nachfahrin des Musikers Kurt Kremer. Sein Vater wuchs als jüngster von zehn zum Teil wesentlich älteren Geschwistern in Stralsund auf, wo die in der katholisch-apostolischen Gemeinde aktiven Eltern eine Kürschnerei betrieben. Nachdem Bruno Wolter eine Lehre im Stralsunder Goldschmiedegeschäft Stabenow absolviert hatte, wurde der handwerklich und zeichnerisch Begabte während seiner Wanderjahre Mitte der Zwanziger Jahre nebenberuflich für das Coburger Tageblatt tätig und agierte als rede- und schreibgewandter Jugendführer der Ortsgruppe Coburg des Deutschnationalen Handlungsgehilfen-Verbandes.
Um 1930 ließ sich Bruno Wolter in Erfurt nieder und heiratete dort eine der vier Töchter des Stadtkassewarts Paul Fandrey (1885–1977) – ein katholisch-apostolischer preußischer Beamter, der infolge des Ersten Weltkrieges 1920 mit seiner Familie von Graudenz (Grudziądz, Westpreußen) nach Erfurt übergesiedelt war. Aus der Ehe mit Magdalena Wolter, die bei der Firma Chrestensen ausgebildet wurde und eigentlich für das Auslandsgeschäft in Spanien vorgesehen war, gingen zwei Kinder hervor. Jürgen Wolter hatte die fünf Jahre ältere Schwester Anita.

## Kindheit und Ausbildung
Seinen zweiten und dritten Vornamen erhielt Wolter nach seinem Großvater bzw. Onkel mütterlicherseits. Die Kindheit von Jürgen Wolter prägte der Zweite Weltkrieg und die Entfremdung vom Vater infolge dessen Kriegseinsatzes in Berlin, zu dem sich dieser, von Geburt an schwerhörig, für eine Schreibstube gemeldet hatte. Ab 1950 lebte die Familie in einer Wohnung mit Goldschmiedewerkstatt in der Arnstädtstraße 5, die die Eltern gemeinsam betrieben.
Schulische Ausbildung und Studium waren geprägt von den Wirren des Kalten Krieges und der zunehmend ablehnenden Haltung des Staates gegenüber den Kirchen: Jürgen Wolter wurde in der Oberschule „Zur Himmelspforte“ (seit 1951 Heinrich-Mann-Oberschule) eingeschult, von der er 1953 aufgrund seiner  Mitgliedschaft in der Jungen Gemeinde vorübergehend verwiesen wurde. Das Abitur war an einer staatlichen Einrichtung ausgeschlossen, weshalb er frühzeitig sein Elternhaus verließ, um ab 1954 zunächst das kirchliche Proseminar in Dahme zu besuchen. 1956 wechselte er ans kirchliche Oberseminar Hermannswerder, wo er 1959 das kirchliche Abitur ablegte. Diese Jahre prägten Wolter hinsichtlich seiner humanistischen und musikalischen Bildung. Nachdem ihn in Dahme Volker Ochs kirchenmusikalisch inspiriert hatte, prägte ihn in Potsdam vor allem Ekkehard Tietze, der als Kirchenmusiker 1957 an die Friedenskirche berufen worden war. 1959 begann Wolter das Studium der Theologie an der Hochschule Berlin-Zehlendorf. Zu seinen Weggefährten gehörte der Pfarrer und spätere Kultusminister von Mecklenburg-Vorpommern Oswald Wutzke, der Pfarrer Friedemann Steiger sowie der Pfarrer an der Berliner Zionskirche Hans Simon. Bedingt durch den Mauerbau 1961 setzte Wolter das Studium am Sprachenkonvikt in Ostberlin fort und legte zwei Jahre später das Examen an der Universität Jena ab. Wolter entschied sich, der DDR nicht den Rücken zu kehren.

## Kirchlicher Dienst
25-jährig begann Wolter 1963 aufgrund des Pfarrermangels ein stark verkürztes Vikariat in Kaltensundheim (Rhön), das er als Pfarrstelle übernahm. Am 6. Dezember 1964 wurde er in der Georgenkirche Eisenach ordiniert. Zu seiner pfarramtlichen Tätigkeit gehörten bis zu drei weitere Orte im Grenzgebiet der thüringischen Rhön. Vielseitig begabt sanierte er in erheblicher Eigenleistung in Absprache mit den Denkmalbehörden den Innenraum der Wehrkirche, der er die ursprüngliche Schlichtheit zurückgab. Anschließend baute er das aus dem 18. Jahrhundert stammende Pfarrhaus um und entwarf und realisierte anstelle der Pfarrscheune das noch heute vorhandene kleine Gemeindezentrum. Fast sämtliche infolge der Mangelwirtschaft selbst entworfene, gebaute und bemalte Inneneinrichtungen fielen der Sanierung nach 1990 zum Opfer.
Ende der 1960er Jahre gründete er den „Jugendchor Kaltensundheim“, mit dem er mehrere Konzertreisen durch die DDR unternahm, die den Chor sowie die thüringische Rhön bekannter machten. Eine Persönlichkeit des Chores ist die spätere Mezzosopranistin Annette Markert.
1973 erschien in Zusammenarbeit mit August Leimbach das Buch „Kennst du die herrliche Rhön noch nicht?“, das 1976 in zweiter und 1981 in dritter Auflage gedruckt wurde. 1976 wurde Wolter zum Oberpfarrer der Superintendentur Dermbach berufen.
Am Tag seines 40. Geburtstag hatte Wolter auf Einladung des Diakonissenhauses Eisenach eine Bibelarbeit über Johannes 3, 1-16 zu halten, aufgrund derer er als Rektor der Diakonissenhausstiftung berufen wurde.
1979 bis 1991 war Wolter Rektor des Diakonissenhauses Eisenach. Eingeführt wurde er am 14. Januar 1979 von Landesbischof Werner Leich. Zu den Ergebnissen zählen etliche mühsam auf den Weg gebrachte bauliche Veränderungen, darunter der jahrelang geplante Krankenbettenaufzug am Diakonissenkrankenhaus, sowie die Regelung der Altersvorsorge für die Diakonissen. Besonderen Wert in der Pflege legte er auf die Hinwendung zum Menschen und setzte sich als Voraussetzung dafür für die Gemeinschaft der Mitarbeiter im christlichen Geist ein.
Von 1984 bis 1990 war er Vorsitzender der Ostkonferenz deutscher Diakonissenhäuser des Kaiserswerther Verbandes, wobei er die Diakonissenhäuser der DDR auch bei Reisen in die Bundesrepublik, in die Schweiz und nach Finnland vertrat. Ein Höhepunkt der Zeit als Rektor war der Besuch des Diakonissenhauses seitens des designierten Bundespräsidenten Richard von Weizsäcker und von Hildegard Hamm-Brücher im Rahmen des Lutherjahres 1983. Wegen seines tiefen Glaubens, seiner humorvollen Art und Erzählkunst, wurde Wolter geschätzt, er galt jedoch auch als dogmatisch. In seiner Tätigkeit als Rektor suchte er „die Funktion 'des Betriebsleiters' nicht in den Vordergrund zu stellen, sondern vor allem Gesprächspartner und Seelsorger für die Mitarbeiter- und Schwesternschaft zu sein.“

## Erkrankung in der politischen Wende
Die zunehmenden wirtschaftlichen Instabilitäten der DDR führten Wolter in der Doppelfunktion von Manager und Seelsorger vor die Zerreißprobe. Hinzu kamen zum Teil staatlich gelenkte Akte der Sabotage in den Reihen der Mitarbeiter. Etlichen Menschen hatte er eine Chance gegeben, die etwa aufgrund ihres Ausreiseantrages in die Bundesrepublik im staatlichen Raum missachtet wurden bzw. keine Perspektive mehr fanden. Die im Sommer 1989 einsetzende Massenflucht hatte schließlich erhebliche Auswirkungen auf den Betrieb des Diakonissenkrankenhauses.
Im Dezember 1989, drei Tage vor Weihnachten, setzte eine Gehirnblutung seiner Tätigkeit ein Ende. Er wurde ins Bezirkskrankenhaus für Psychiatrie und Neurologie Mühlhausen eingewiesen, wo er infolge des Notstandes im Gesundheitswesen – auch in diesem 1000-Betten-Betrieb waren der Chefarzt und weitere Mitarbeiter geflohen – drei Wochen lang nicht operiert wurde. Durch persönliche Initiativen wurde er im Januar 1990 mit einem Armeehubschrauber der NVA in die Universitätsklinik Jena verlegt, wo ihm Chefarzt Besel das Leben rettete. Das Kurzzeitgedächtnis blieb dauerhaft geschädigt. 1991 schied er, inzwischen zum Kirchenrat ernannt, 53-jährig aus dem kirchlichen Dienst aus. Am 14. April 1991 fand dazu ein Festgottesdienst in der Nikolaikirche statt:

„Viele Grußworte trafen schriftlich von diakonischen Einrichtungen ein. Eine große Würdigung war auch die Teilnahme des ehemaligen Präsidenten des Deutschen Diakonischen Werkes, Theodor Schober, Stuttgart, sowie der ehemaligen oder derzeitigen Rektoren von Minden, Hannover, Halle, Kassel, Dresden, Eisenberg, Weimar und anderer Einrichtungen an der Grußstunde.“

Die Umstände, die zu seiner Erkrankung und anschließenden Nichtbehandlung führten, wurden bislang nicht vollständig aufgeklärt.
Als  Tenor war Wolter jahrelang noch in verschiedenen Chören tätig, unter anderem im Bachchor Eisenach. 2008 wurde Demenz diagnostiziert, an deren Folgen er starb. Am 6. Dezember 2013, seinem 49. Ordinationsjubiläum, wurde er beerdigt. Jürgen Wolter liegt neben einem seiner Vorgänger Hermann Scriba auf dem Schwesternfriedhof in Eisenach begraben.

## Familie
Im Juli 1963 heiratete Jürgen Wolter die Krankenschwester Brigitte Begrich, Enkelin des Theologen Karl Begrich. Zu ihren Vorfahren gehören der Begründer der „Luther-Church“ in Chester (Illinois) H.C. Siegmund Buttermann (1819–1849) sowie der Komponist Hermann Pätzold.
Jürgen Wolter begegnete Brigitte Begrich 1960 während eines Aufenthaltes im Predigerseminar Eisenach auf der Diele des Diakonissenhauses, wo sie als Schülerin lernte und wohin beide später zurückkehrten. Aus der Ehe gingen vier Kinder hervor, darunter der Historiker und Buchautor Stefan Wolter (* 1967).

## Schriften
- Jürgen Wolter: Kennst du die herrliche Rhön noch nicht?, Evangelische Verlagsanstalt, Berlin, 1. Auflage 1973.
- Ders: Deutsche Demokratische Republik, in: Präsidium der Kaiserswerther Generalkonferenz (Hg.): Bericht von der 34. Tagung der Kaiserswerther Generalkonferenz vom 30. Mai 1989 bis 4. Juni 1989 in Magdeburg/DDR, 1989 S. 99–102.
- Ders. (Hg.): Jubiläumsblätter des Ev.-luth. Diakonissen-Mutterhauses für Thüringen, Eisenach 1990.